# 135フィルム

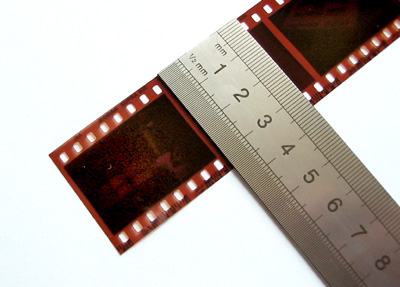
135フィルム。このフィルムは35mm幅で、各画像は一般的なフルサイズで24×36mmとなる。またこのサイズは35mm映像用フォーマットの『シングルフレーム』との対比で『ダブルフレーム』と呼ばれることもある。

135（ISO1007）は、写真フィルムの一種。36mm（1.4in）幅のサイズを有する。
カール・ツァイス財団からライツ社へ移籍した技術者のオスカー・バルナックが、1914年に映画用の35mmフィルムを転用した試作機の「ウルライカ」を開発したことから、ライカ判とも呼ばれるほか、単に35mm（さんじゅうごミリ）とも。
その後の1934年に、コダックが35mm幅のスチル写真用カートリッジ式フィルム用として初めて使用し、135という用語で呼びならわしたが、この呼称は定着しなかった。
1960年代後期には120フィルムを凌駕し写真フィルムのフォーマットとして最も一般的なものになった。828、126、110、APSとの競合を経ながら現存する。

## 特徴

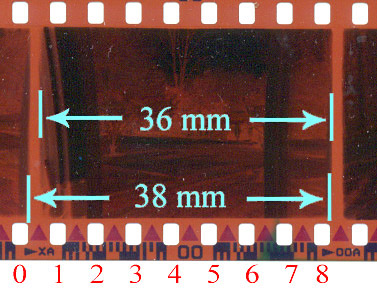
135のフレームとパーフォレーション

135フィルムの各ロールは、パトローネと呼ばれる、シングルスプール（一軸）で軽量の金属製カセットに納められ、昼光の下でカメラに装てんできる。フィルムはスプールにクリップ止めまたはテープで留められビロード張りのスロットから出る。フィルム端は片側を切ってリーダーとし、ここをカメラの巻上げスプールのスロットに差し込む。フィルムには35mm映画プリントフィルムと同じ位置・大きさのパーフォレーションがあいている。
標準画像フォーマットは24×36mmである。パーフォレーションのサイズとピッチはKS-1870***である。フレーム毎にフィルムはパーフォレーション8穴ずつ進む。これは1.4960インチ（約38.00mm）にあたる。フレームの間に2mmの隙間があく。フィルムを巻き上げるスプロケットの位置はカメラごとに異なる。そこで各カメラのフレームはパーフォレーションに対して異なる位置になる。フィルムにはおよそ0.14mmの厚みがある。
他の画像フォーマットとしては、標準画像フォーマットの半分の大きさでハーフ判と呼ばれる18×24mmや、オットー・ベルニングが製造したロボット、ツァイス・イコンが製造したテナックス、マミヤ光機（現マミヤ・オーピー）が製造したマミヤスケッチが採用した24×24mmもある。
変わったフォーマットとしては、初期のニコンレンジファインダーの24×32mmと24×34mm、ある種のステレオカメラの24×23mmもある。1967年にソ連のKMZ工場は24×58mmのパノラマフォーマットをホリゾントカメラに採用した。1998年にハッセルブラッドは24×65mmのパノラマフォーマットをXP型カメラに採り入れた。スイスのザイツが製造していたパノラカメラ、ラウンドショット35の画面サイズは24×224mmであった。テッシナの小型カメラに使用した14×21mmのフォーマットもある。
フィルムは撮影コマ数に応じて異なる長さで供給される。標準の最長ロールは36コマ撮り（標準24×36mmフォーマットと仮定）であった。1980年ごろまではこれより短いのは20コマ撮りだったが、以後ネガフィルムでは24コマ撮りと12コマ撮りが普及するにつれ市場ではあまり見られなくなった。暗室でカメラにフィルムを装填すると、多くのカメラでは公称のコマ数より3コマ多く撮ることができる。27コマ撮り使いきりカメラは、24コマ撮りのカセットを暗所で装填したものである。
ほかに、これより短いものも製造されてきた。6、8、10、15、16コマ撮りのロールもサンプル用、または使いきりカメラ用、損害保険会社の文書作成用などに使用されてきた。カメラマンはフィルムを自分で装填すると自由な長さにでき、フィルムの材質が薄い場合は最大45コマ撮りが可能である。

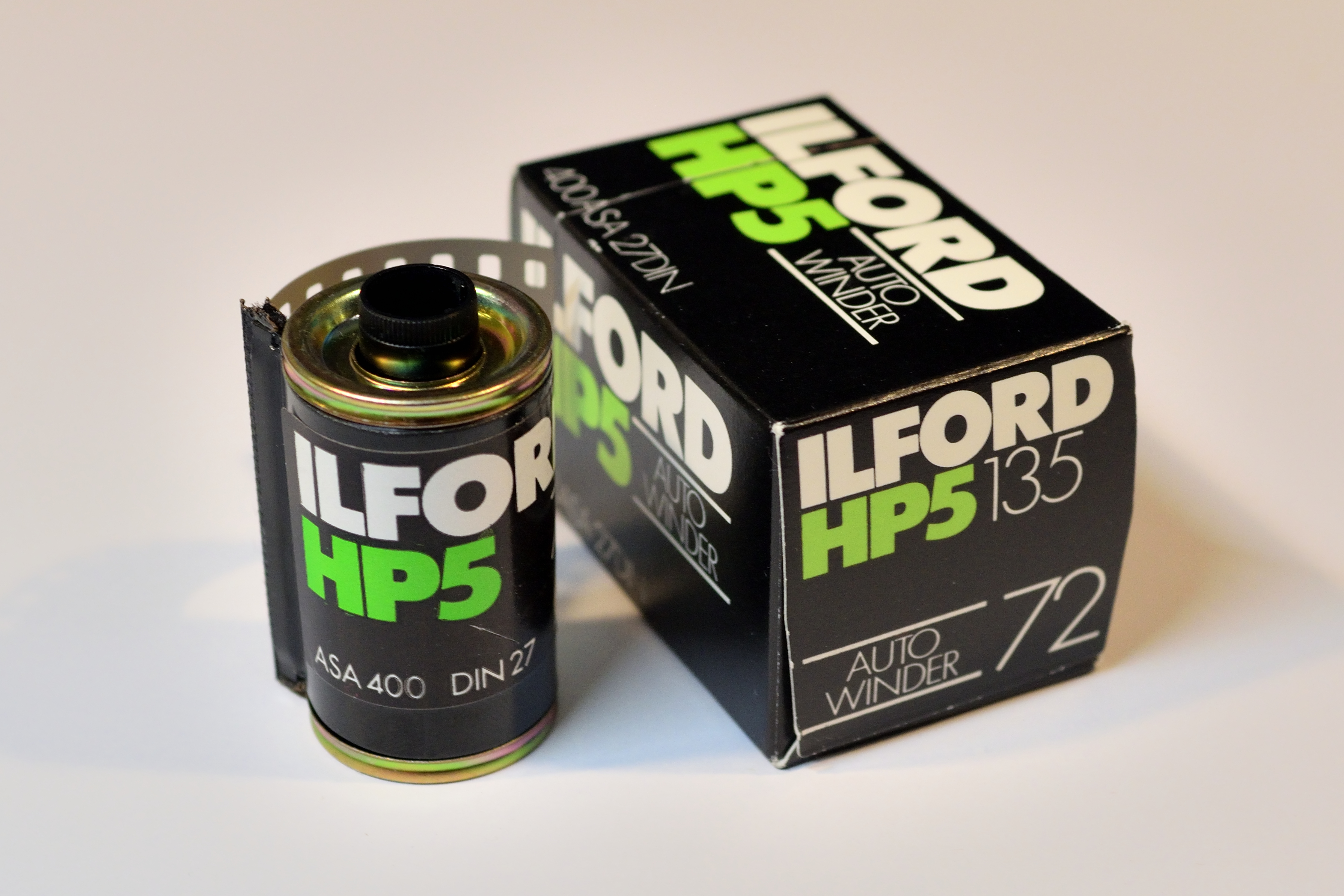
1980年代中頃の
ILFORD HP5 AUTO WINDER
72枚撮り黒白フィルム

イルフォードが一時製造したHP5黒白フィルムは薄いポリエステルベースで、フィルムカセットひとつで72コマの撮影が可能だった。
通常、フィルムはカメラを開ける前に巻戻す。モータードライブ付カメラのなかには装填時にフィルムをすべて巻き上げ、露光ごとにフィルムを巻戻すものがあるが、これには撮影済みのコマをパトローネにすぐ巻戻して使用中の裏蓋開放といった不慮の事態に映像を保護する目的がある。使いきりカメラでも同様に最初にフィルムを巻き上げてあり、撮影ごとにフィルムを巻戻す仕組みになっているが、こちらは使用中の不慮の裏蓋解放は通常あり得ず、カメラ構造の簡略化（手動の一方向巻き上げ機構だけで済ませる）と、現像所でのパトローネ取出し作業を迅速化するのが目的である。
1983年以降、フィルムカセットにはDXコードのパターンが記され、フィルム感度をカメラが検知するようにした。フィルムにより感度は異なるが、このフィルム感度をISO規格で標準化した。今日、一般的なフィルム感度はISO100/21°からISO800/30°だが、これより高感度・低感度のものがプロ用に供されている。

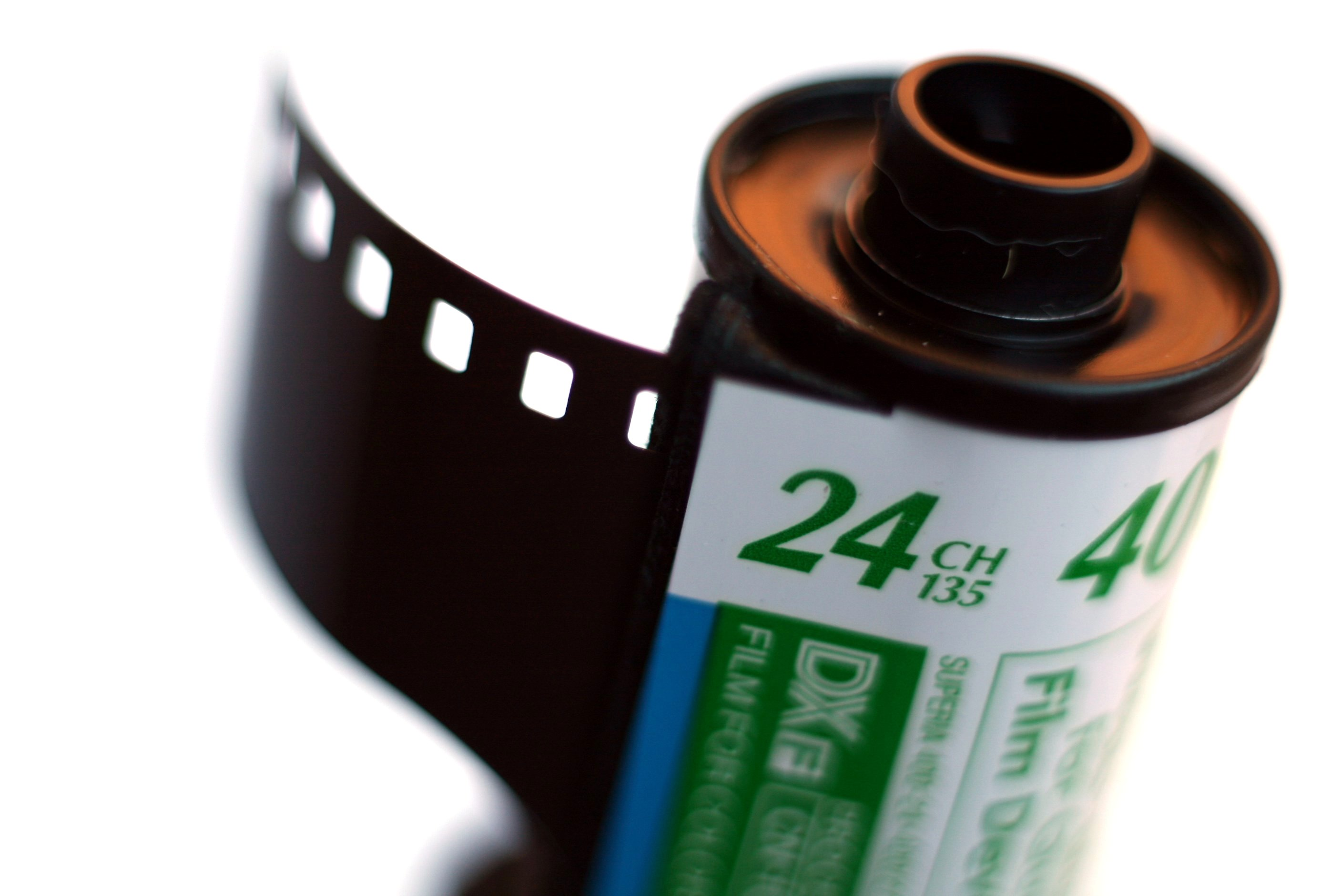
富士フイルム製ISO400、135カラーフィルム

## 歴史

### 最初期の35mm判スチルカメラ
動画用35mmフィルムの標準はトーマス・エジソンの研究所でウィリアム・ケネディ・ローリー・ディクソンが確立した。ディクソンはジョージ・イーストマンのイーストマン・コダック社が供給する70mmフィルムを使用し、このフィルムを長さ方向に同じ幅（35mm）で2等分し、フィルムの端と端を貼り付けて長くし、フィルムの両側に巻き上げ用の穴を開けた。はじめの画像サイズは18×24mmで、現在スチル写真の『ハーフ判』とされているものである。動画の1フレームにつき両側に4つのパーフォレーションがある。
ライカ以前にもこの穴あき動画用フィルムを使う35mmスチルカメラが数多くあった。これ用の初の特許は1908年にイングランドのLeo, Audobard and Baradatが取得した。最初の量産カメラは1913年にジュール・リシャールが生産を始めたホメオスというステレオカメラだった。これはテッサーレンズ2本を装備し18×24mmのステレオ写真一組を撮るもので、1920年まで販売された。
知られている限りで初の35mm判（画面サイズ=24×36mm）カメラを試作したのは、1912年アメリカのジョージ・P・スミス(George P. Smith)である。初の市販35mmスチルカメラは、1913年に市場に現れたアメリカン・ツーリスト・マルチプルで、画面サイズはハーフ判、価格は当時175ドル（現在の貨幣価値に換算すれば今の3000ドルのライカとほぼ等価）だった。24×36mmのフルフレームを使った初の市販カメラは1914年にアメリカ市場に投入されたシンプレックスだったと思われる。このカメラは50フィート（15.2m）のロールフィルムを使いハーフ判800コマまたはフルフレーム400コマを撮った。
ベルリンのLevy-Roth社が発売したミニグラフもハーフ判の小型カメラで1915年にドイツで販売が始まった。35mm判のスチルと動画両用のDebrie Septカメラの特許は1918年に下りたが、市場投入は1922年になった。
1923年よりフランスで製造販売されたFuretカメラは、24×36mmのネガ写真用で現在のカメラと似た姿の初の安価な小型の35mm判カメラとなった。

### ライカ
オスカー・バルナックは1913年頃にカメラ試作機（後にウル・ライカと呼ばれる）を設計したが、ヌル・ライカ（製造番号100から130）の初の試験生産は1923年を待たねばならなかった。ライカのフル生産は1925年に始まった。この時点で入手可能な35mm判カメラには1ダースほどの種類があった。ライカの成功には流行に乗った写真ライターの貢献も大きく、さらにレンズの品質、小さなサイズ、組立の精密さばかりか、価格の高さも写真家やファッションを追う人の『プレステージ』としてこれに寄与した。
ライカカメラはオスカー・バルナックの設計で35mmフィルムを使用し、24mm×36mmという小さなフォーマットがプロの写真に必要な品質を提供することを実証した。
ライカは当初40枚撮りで企画されていた（ヌル・ライカの初期製品まではカウンターが40まで設定されている）が、検討過程でその長さのフィルムをボディに収納するのが難しいと判断され、10％短縮した36枚撮り仕様となったという。この「36枚撮り」は後年、パトローネ装填済み35mmフィルムが市販化された際にもフィルム最大延長の基本として踏襲された。

### フィルム装填済みパトローネとコダック・レチナ

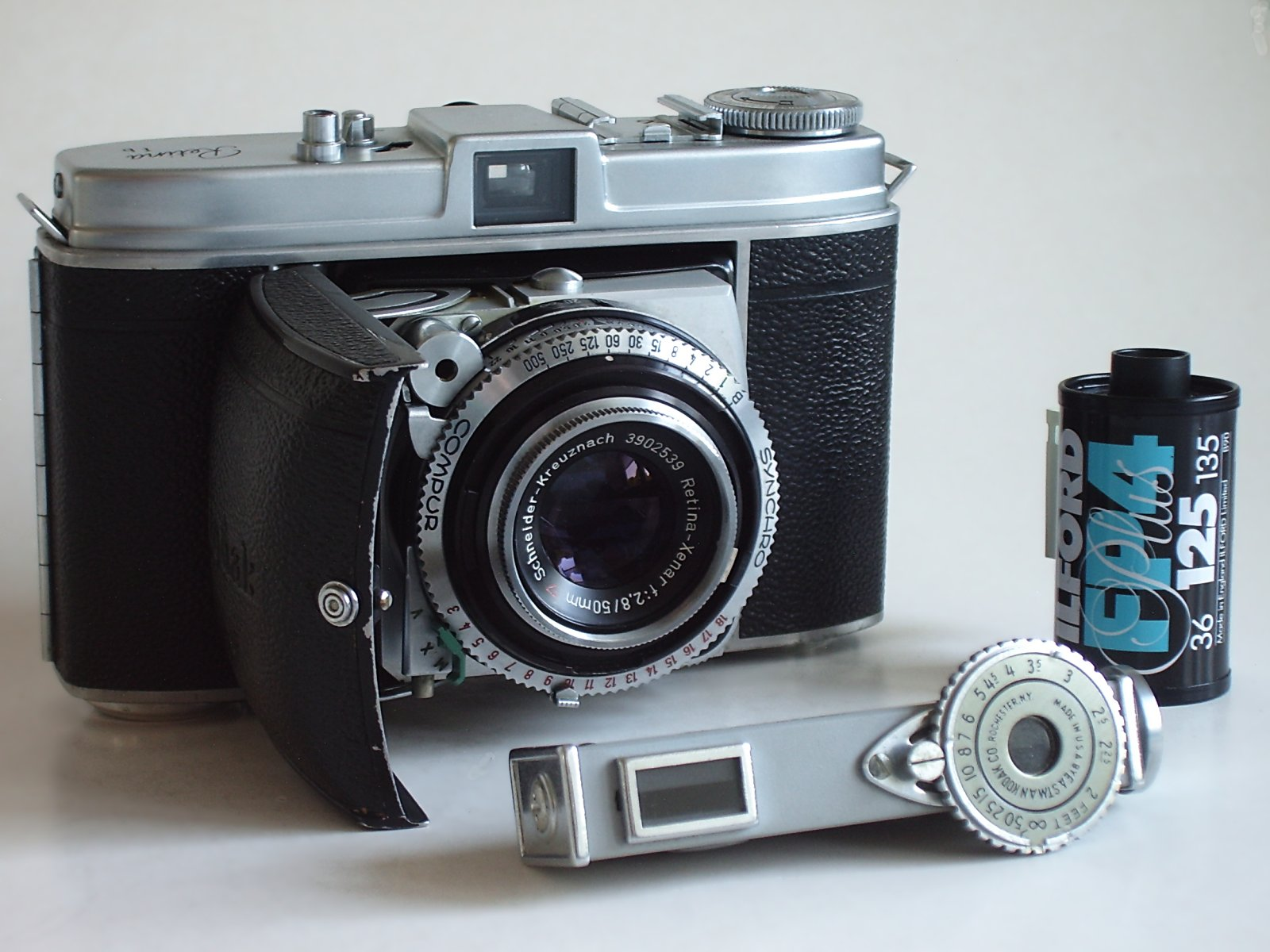
コダック・レチナIb

かつて写真家は再使用可能なカセットに暗室であらかじめフィルムを装填しなければならず、カメラの種類によってはフィルムリーダー部を切らなければならなかった。1934年にコダックは135の日中装填用使いきりカセットを発売した。このカセットはライカとコンタックスに使え、かつ新開発のレチナにも使えるように設計されていた。レチナとこの日中装填用パトローネはドイツ・シュトゥットガルトにあったナーゲルのアウグスト・ナーゲル博士の開発したものである。コダックは同博士の会社を1931年12月に傘下に収めており、1934年夏にレチナの販売活動を開始した。コダック・レチナの第1世代はTyp. 117だった。以後このシリーズは1969年まで生産された。コダックは135フォーマットのコダクローム (Kodachrome) ・カラーフィルムを1935年に市場投入した。アグフアがこれに続き1936年にアグファカラー・ノイを投入した。
235・435 という呼称は、ライカまたはコンタックスに装填可能な暗室不要の再使用可能なフィルムカセットの、日中装填スプールの35mmフィルムに用いられる。335 は日中装填スプールの24×23mmステレオフォーマット用である。

### 1960年代以後
1959年3月登場のニコンF一眼レフシステムカメラ  (system camera) 以来、35mm判カメラの質は格段に向上し、使い道は大きく広がった。パトローネに印刷された電気接点でフィルム感度や撮影可能枚数をカメラに設定できるDXコードシステムが1980年代に導入された。

### 1990年代から現在まで：APSとデジタルカメラの未来
1996年に135フィルムに替わるものとして写真関連企業のコンソーシアムが新しいフォーマットAPS（Advanced Photo System）を導入した。24mmという小さなサイズのネガフィルムということもあり、APS用一眼レフカメラが生産されたもののAPSはプロ用フォーマットとしては相手にされなかった。このフォーマットのターゲットとなった一般用カメラの市場ではそこそこの成功を収めたが、135の市場を切り崩すには至らなかった。市場投入から5年で安価なデジタルコンパクトカメラが普及し、APSの販売は不振になった。
このようなデジタルコンパクトカメラは、35mmコンパクトカメラの市場をも侵食してきた。しかし、デジタル一眼レフカメラが35mm一眼レフカメラと値段と質において比較可能になったのはその後のことである。
初期のデジタル一眼レフカメラはイメージングセンサーの生産や価格的な優位性から、当初これらの多くがAPS-Cにやや近いサイズの17×23mmのセンサを使用していた。
2022年には、デジタル一眼レフカメラに置いてはミラーレスカメラに台頭と共に135フィルム同様35mmフルサイズとも言われる24×36mmのセンサを使用している機種が主流となりつつあり、またプロフェッショナルな業界ではほぼデジタルカメラに移行している。
こうした写真のデジタルへの移行や、映画のフィルムでの撮影の減少、映画上映のデジタル化による上映用のフィルム需要の減少、生産時に使用する化学薬品の環境負荷がもたらす原材料の変更やコスト高などにより、全てのフォーマットのフィルム販売そのものが激減したことで、135フィルムも銘柄の整理や生産の停止、メーカーの撤退、現像所の減少や廃業などに繋がった。
現在はフィルムの高価格化などにより、フィルムカメラでの撮影は、デジタルカメラより趣味性の高いものとなった。